# Карабанов, Алексей Алексеевич (Герой Советского Союза)
Алексей Алексеевич Карабанов (1919—1945) — гвардии майор Рабоче-крестьянской Красной Армии, участник Великой Отечественной войны, Герой Советского Союза (1945).

## Биография
Алексей Карабанов родился 29 марта 1919 года в селе Годяйкино (ныне — Базарносызганский район Ульяновской области). Окончил рабфак. В сентябре 1938 года был призван на службу в Рабоче-крестьянскую Красную Армию. Участвовал в боях на реке Халхин-Гол. В 1940 году окончил Ульяновское танковое училище. С июля 1941 года — на фронтах Великой Отечественной войны. В боях пять раз был ранен.
К январю 1945 года гвардии майор Алексей Карабанов командовал танковым батальоном 44-й гвардейской танковой бригады 11-го гвардейского танкового корпуса 1-й гвардейской танковой армии 1-го Белорусского фронта. Отличился во время освобождения Польши. 14—18 января 1945 года батальон Карабанова наносил по противнику удары в его тылу, уничтожив в общей сложности 5 танков, 20 артиллерийских орудий, 180 автомашин, около 200 вражеских солдат и офицеров. Переправившись через Пилицу, батальон удерживал захваченные позиции, что позволило переправиться через неё всему корпусу. Принимал активное участие в штурме городе Лович, не дав немецким войскам подорвать мост через реку Бзура. 30 января 1945 года Карабанов погиб в бою. Похоронен в польском городе Мендзыжеч.
Указом Президиума Верховного Совета СССР от 27 февраля 1945 года за «умелое командование подразделением, мужество и героизм, проявленные в Висло-Одерской операции» гвардии майор Алексей Карабанов посмертно был удостоен высокого звания Героя Советского Союза. Также был награждён орденом Ленина, двумя орденами Красного Знамени, орденами Отечественной войны 1-й степени и Красной Звезды, медалью и монгольским орденом.

## Память
- В честь Карабанова названы улицы в Инзе и его родном селе, установлен обелиск на месте его гибели[1].
- На торжественной стене Обелиска «30 лет Победы» в Ульяновске ему установлена мемориальная доска.
- В 2019 году Министерство связи России выпустило ХМК — «Ульяновская область. Герой СССР гвардии майор Алексей Карабанов»[2].

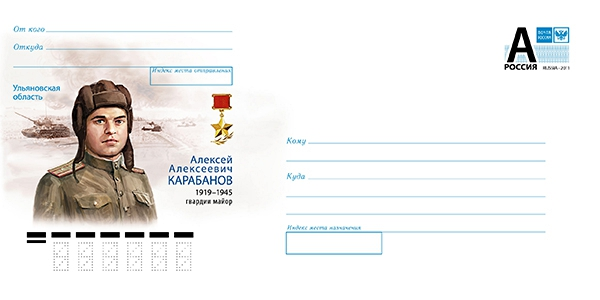
ХМК РФ, 2019. 100 лет со дня рождения Героя Советского Союза А. А. Карабанова.
Торжественная стена (Обелиск Славы, Ульяновск).